# Evguéni Guéguétchkori
Pour les articles homonymes, voir Guéguétchkori (patronyme).
Evguéni Guéguétchkori (en géorgien : ევგენი გეგეჭკორი (Evgueni Gueguetchkori), en russe : Евгений Петрович Гегечкори (Yevguéni Petrovitch Guéguétchkori)), né le 20 janvier 1881 à Martvili en Géorgie, est un homme politique russe, transcaucasien, et géorgien, membre du Parti ouvrier social-démocrate de tendance menchevique, exilé en France à la suite de l'invasion de son pays par l'Armée rouge et mort le 5 juin 1954 à Paris.
Il fut tour à tour  Haut Commissaire à la Transcaucasie, président du comité exécutif de la République démocratique fédérative de Transcaucasie (Arménie, Azerbaïdjan, Géorgie) et ministre de la République démocratique de Géorgie.

## Biographie

### L'apprentissage politique
En 1903, durant ses études de droit à l'Université de Moscou, il participe aux mouvements étudiants et rejoint la tendance menchévique du Parti ouvrier social-démocrate russe.
En 1905, en Géorgie, il s'implique dans la révolution.

### Député de l'Empire russe (1907 à 1912)
De 1907 à 1912, il siège sur les bancs de l'opposition à la IIIe Douma russe accordée par le tsar Nicolas II, au titre de représentant de la circonscription de Koutaîssi (Géorgie occidentale). Il lui est attribué une appartenance maçonnique au Grand Orient de l’Empire russe, par un historien polonais.

### Homme d'État transcaucasien (1917 & 1918)
Après la révolution de février 1917, il est nommé au Haut-commissariat à la Transcaucasie par le Gouvernement provisoire russe, confirmé le 10 février 1918 dans ses fonctions de président de l'exécutif transcaucasien par une assemblée parlementaire transcaucasienne provisoire, fonctions qu'il occupe jusqu'au 9 avril 1918, date de la proclamation de la République démocratique fédérative de Transcaucasie par l'Assemblée parlementaire transcaucasienne. Il est ensuite ministre du Travail, puis ministre de la Guerre, du nouvel exécutif jusqu'au 26 mai 1918, date de proclamation de la République démocratique de Géorgie.

### Ministre géorgien (1919 à 1921)
Après la proclamation de la République démocratique de Géorgie, le 26 mai 1918, et l'élection de l'Assemblée constituante géorgienne, en février 1919, il est nommé ministre des Affaires dans le 3e gouvernement géorgien présidé par Noé Jordania. Il occupe également -brièvement- le poste de ministre de la Justice (laissé par son titulaire Rajden Arsénidzé pour se consacrer exclusivement au poste de secrétaire général du Parti ouvrier social-démocrate géorgien).
En mars 1921, après l'invasion du territoire géorgien par les armées de la Russie soviétique, il s'exile avec la classe politique géorgienne d'abord à Constantinople, puis à Paris.

### Exilé (1921 à 1954)
Introduit dans les milieux radicaux-socialistes par son appartenance à la franc-maçonnerie et auprès de la SFIO par l'accueil qu'il avait réservé à la délégation de la IIe internationale socialiste en Géorgie en 1919, il poursuit son travail diplomatique pour la cause géorgienne.
En 1942, ce réseau lui permet d'être informé du traitement que l'occupant allemand réserve aux Juifs en général, et aux Juifs géorgiens en particulier : grâce à l'appui de différentes personnes, à Paris (Sossipatré Assathiany et Sacha Korkia), à Vichy (Adrien Marquet) et à Berlin (Michel Kédia), non seulement les Juifs géorgiens exilés en France sont dispensés de porter l'étoile jaune, mais au total 250 familles juives de différentes origines géographiques voient leurs noms "géorgianisés" et seront sauvées de la déportation.  Il lui est parfois attribué par certains historiens, Françoise Thom en particulier, une entrevue secrète, à Genève, en 1952, avec Lavrenti Beria : outre le fait que ce dernier avait épousé sa nièce et que les deux hommes auraient entretenu des relations personnelles par émissaires interposés durant plusieurs décennies, une coïncidence d'agenda validerait cette hypothèse. Aucune preuve concrète n'en a jusqu'à présent été apportée.
De janvier 1953 à juin 1954, Evguéni Guéguétchkori dirige le gouvernement géorgien en exil.

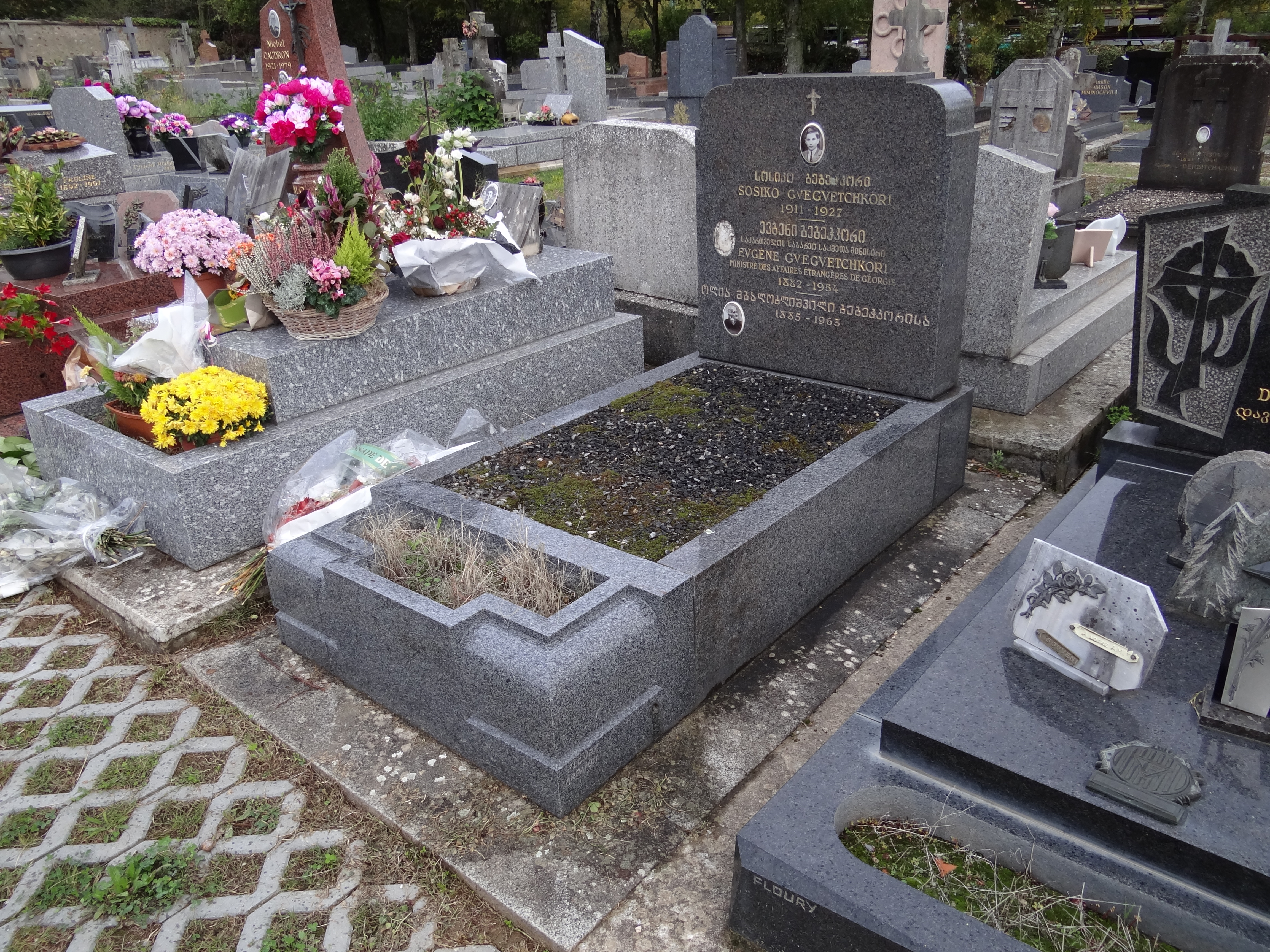
La tombe d'Evguéni Guéguétchkori au cimetière de Leuville-sur-Orge (Essonne).

Il repose au carré géorgien du cimetière de Leuville-sur-Orge.